# Theridiosoma
Theridiosoma és un gènere d'aranyes araneomorfes de la família dels teridiosomàtids (Theridiosomatidae). Fou descrit per primera vegada per Octavius Pickard-Cambridge el 1879.

## Distribució
Els representants d'aquest gènere es troben a Amèrica, a Àsia, a Àfrica, a Oceania i a Europa.

## Taxonomia
Segons el World Spider Catalog amb data de 16 de gener de 2019 hi ha les següents espècies:
- Theridiosoma argenteolunulatum Simon, 1897 — Índies Orientals, Veneçuela
- Theridiosoma blaisei Simon, 1903 — Gabon
- Theridiosoma caaguara Rodrigues & Ott, 2005 — Brasil
- Theridiosoma chiripa Rodrigues & Ott, 2005 — Brasil
- Theridiosoma circuloargenteum Wunderlich, 1976 — Nova Gal·les del Sud
- Theridiosoma concolor Keyserling, 1884 — Mèxic, Brasil
- Theridiosoma davisi Archer, 1953 — Mèxic
- Theridiosoma diwang Miller, Griswold & Yin, 2009 — Xina
- Theridiosoma epeiroides Bösenberg & Strand, 1906 — Rússia, Corea, Japó
- Theridiosoma fasciatum Workman, 1896 — Singapur, Sumatra
- Theridiosoma gemmosum (L. Koch, 1877) — Holàrtic
- Theridiosoma genevensium (Brignoli, 1972) — Sri Lanka
- Theridiosoma goodnightorum Archer, 1953 — Mèxic to Costa Rica
- Theridiosoma kikuyu Brignoli, 1979 — Kenya
- Theridiosoma latebricola Locket, 1968 — Angola
- Theridiosoma lopdelli Marples, 1955 — Samoa
- Theridiosoma lucidum Simon, 1897 — Veneçuela
- Theridiosoma nebulosum Simon, 1901 — Malàisia
- Theridiosoma nechodomae Petrunkevitch, 1930 — Jamaica, Puerto Rico
- Theridiosoma obscurum (Keyserling, 1886) — Brasil
- Theridiosoma picteti Simon, 1893 — Sumatra
- Theridiosoma plumarium Zhao & Li, 2012 — Xina
- Theridiosoma sancristobalensis Baert, 2014 – Galapagos Is.[3]
- Theridiosoma savannum Chamberlin & Ivie, 1944 — EUA
- Theridiosoma shuangbi Miller, Griswold & Yin, 2009 — Xina
- Theridiosoma taiwanica Zhang, Zhu & Tso, 2006 — Taiwan
- Theridiosoma triumphale Zhao & Li, 2012 — Xina
- Theridiosoma vimineum Zhao & Li, 2012 — Xina
- Theridiosoma zygops (Chamberlin & Ivie, 1936) — Panamà

### Fòssils
Segons el World Spider Catalog, versió 19.0 (2018), existeixen els següents gèneres fòssils:
- †Theridiosoma incompletum Wunderlich, 1988